# アメリカ合衆国財務官

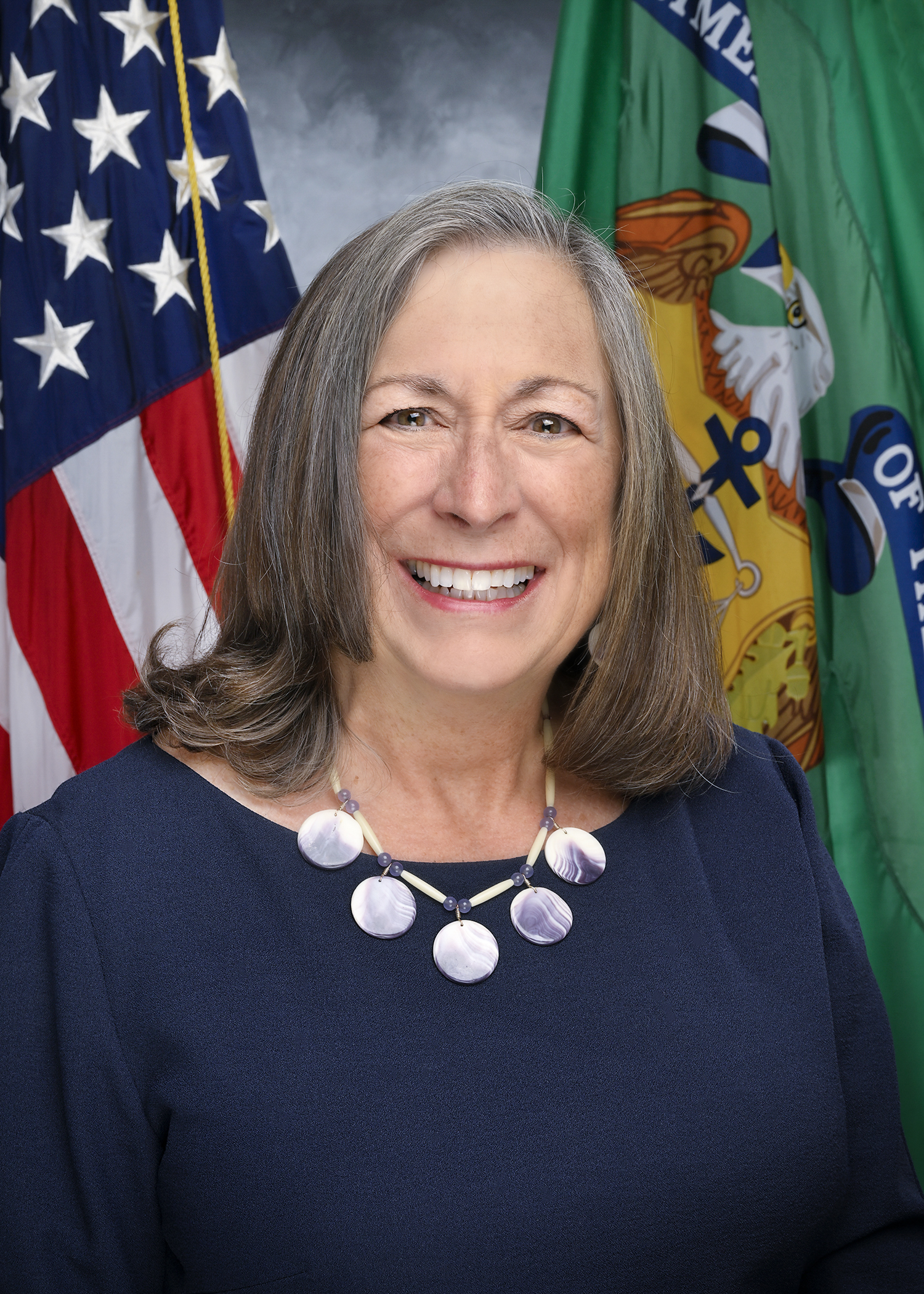
リン・マレルバ財務官

アメリカ合衆国財務官（あめりかがっしゅうこくざいむかん、Treasurer of the United States）は、アメリカ合衆国財務省における役職の1つであり、財務省そのものよりも長い歴史を持っている。この役職が制定されたのは、連合規約下の1777年9月6日であった。
この役職が制定された当初、財務官は合衆国政府資金の受け入れおよび保管について責任を負っていたが、これらの機能の多くは、後に財務省のいくつかの事務局へと分散されて引き継がれた。その一方で1981年には、製版印刷局、造幣局、国債局の監督責任を財務官が受け持つことになった。財務官は、財務長官に対して財務次官補を通じて報告を行う。
法定通貨として発行される連邦準備券には、財務長官および財務官の署名がなされている。

## 歴代財務官
| 代 | 氏名                                           | 在任期間       | 在任期間       | 大統領 |
| 代 | 氏名                                           | 着任           | 退任           | 大統領 |
| -- | ---------------------------------------------- | -------------- | -------------- | --- |
| -  | ジョージ・クライマー                           | 1775年7月29日  | 1776年8月6日   | （大陸会議） |
| 1  | マイケル・ヒレガス                             | 1775年7月29日  | 1789年9月11日  | （大陸会議） ジョージ・ワシントン                                                                                                  |
| 2  | サミュエル・メレディス                         | 1789年9月11日  | 1801年10月31日 | ジョージ・ワシントン ジョン・アダムズ トーマス・ジェファーソン                                                                     |
| 3  | トマス・チューダー・タッカー                   | 1801年12月1日  | 1828年5月2日   | トーマス・ジェファーソン ジェームズ・マディソン ジェームズ・モンロー ジョン・クィンシー・アダムズ                                  |
| 4  | ウィリアム・クラーク                           | 1828年6月4日   | 1829年5月31日  | ジョン・クィンシー・アダムズ アンドリュー・ジャクソン                                                                              |
| 5  | ジョン・キャンベル                             | 1829年5月26日  | 1839年7月20日  | アンドリュー・ジャクソン マーティン・ヴァン・ビューレン                                                                            |
| 6  | ウィリアム・セルデン                           | 1839年7月22日  | 1850年11月23日 | マーティン・ヴァン・ビューレン ウィリアム・H・ハリスン ジョン・タイラー ジェームズ・ポーク ザカリー・テイラー ミラード・フィルモア |
| 7  | ジョン・スローン                               | 1850年11月27日 | 1852年4月6日   | ミラード・フィルモア |
| 8  | サミュエル・ケーシー                           | 1853年4月4日   | 1859年12月22日 | フランクリン・ピアース ジェームズ・ブキャナン                                                                                      |
| 9  | ウィリアム・プライス                           | 1860年2月28日  | 1861年3月21日  | ジェームズ・ブキャナン エイブラハム・リンカーン                                                                                    |
| 10 | F・E・スペンサー                               | 1861年3月16日  | 1875年7月30日  | エイブラハム・リンカーン アンドリュー・ジョンソン ユリシーズ・グラント                                                             |
| 11 | ジョン・ニュー                                 | 1875年6月30日  | 1876年7月1日   | ユリシーズ・グラント |
| 12 | A・U・ワイマン                                 | 1876年7月1日   | 1877年6月30日  | ユリシーズ・グラント ラザフォード・ヘイズ                                                                                          |
| 13 | ジェイムズ・ギルフィラン                       | 1877年7月1日   | 1883年3月31日  | ラザフォード・ヘイズ ジェームズ・ガーフィールド チェスター・アーサー                                                               |
| 14 | A・U・ワイマン                                 | 1883年4月1日   | 1885年4月30日  | チェスター・アーサー グロバー・クリーブランド                                                                                      |
| 15 | コンラード・ジョーダン                         | 1885年5月1日   | 1887年3月23日  | グロバー・クリーブランド |
| 16 | ジェイムズ・ハイアット                         | 1887年5月24日  | 1889年5月10日  | グロバー・クリーブランド ベンジャミン・ハリソン                                                                                    |
| 17 | J.・N・ヒューストン                            | 1889年5月11日  | 1891年4月24日  | ベンジャミン・ハリソン |
| 18 | エノス・ネベッカー                             | 1891年4月25日  | 1893年5月31日  | ベンジャミン・ハリソン グロバー・クリーブランド                                                                                    |
| 19 | D・N・モーガン                                 | 1893年6月1日   | 1897年6月30日  | グロバー・クリーブランド ウィリアム・マッキンリー                                                                                  |
| 20 | エリス・ロバーツ                               | 1897年7月1日   | 1905年6月30日  | ウィリアム・マッキンリー セオドア・ルーズベルト                                                                                    |
| 21 | チャールズ・トリート                           | 1905年7月1日   | 1909年10月30日 | セオドア・ルーズベルト ウィリアム・ハワード・タフト                                                                                |
| 22 | リー・マククラング                             | 1909年11月1日  | 1912年11月21日 | ウィリアム・ハワード・タフト |
| 23 | カルミ・トンプソン                             | 1912年11月22日 | 1913年3月31日  | ウィリアム・ハワード・タフト ウッドロウ・ウィルソン                                                                                |
| 24 | ジョン・バーク                                 | 1913年4月1日   | 1921年1月5日   | ウッドロウ・ウィルソン |
| 25 | フランク・ホワイト                             | 1921年5月2日   | 1928年5月1日   | ウォレン・G・ハーディング カルヴィン・クーリッジ                                                                                   |
| 26 | H・T・テイト                                   | 1928年5月31日  | 1929年1月17日  | カルヴィン・クーリッジ |
| 27 | W・O・ウッズ                                   | 1929年1月18日  | 1933年5月31日  | カルヴィン・クーリッジ ハーバート・フーヴァー フランクリン・ルーズベルト                                                           |
| 28 | ウィリアム・アレクサンダー・ジュリアン         | 1933年6月1日   | 1949年5月29日  | フランクリン・ルーズベルト ハリー・S・トルーマン                                                                                   |
| 29 | ジョージア・ネッシー・クラーク                 | 1949年6月21日  | 1953年1月27日  | ハリー・S・トルーマン ドワイト・アイゼンハワー                                                                                     |
| 30 | アイビー・ベイカー・プリースト                 | 1953年1月28日  | 1961年1月29日  | ドワイト・アイゼンハワー ジョン・F・ケネディ                                                                                       |
| 31 | エリザベス・ルーデル・スミス                   | 1961年1月30日  | 1962年4月13日  | ジョン・F・ケネディ |
| 32 | キャスリン・オーハイ・グラナハン               | 1963年1月3日   | 1966年11月22日 | ジョン・F・ケネディ リンドン・ジョンソン                                                                                           |
| 33 | ドロシー・アンドリューズ・エルストン・ケイビス | 1969年5月8日   | 1971年7月3日   | リチャード・ニクソン |
| 34 | ロマーナ・アコスタ・バヌエロス                 | 1971年12月17日 | 1974年2月14日  | リチャード・ニクソン |
| 35 | フランシーヌ・アーヴィング・ネフ               | 1974年6月21日  | 1977年1月19日  | リチャード・ニクソン ジェラルド・フォード                                                                                          |
| 36 | エイズィー・テイラー・モートン                 | 1977年9月12日  | 1981年1月20日  | ジミー・カーター |
| 37 | アンジェラ・マリー・ブキャナン                 | 1981年3月17日  | 1983年7月5日   | ロナルド・レーガン |
| 38 | キャサリン・オルテガ                           | 1983年9月22日  | 1989年7月1日   | ロナルド・レーガン ジョージ・H・W・ブッシュ                                                                                        |
| 39 | カタリーナ・バスケス・ビリャルパンド           | 1989年11月20日 | 1993年1月20日  | ジョージ・H・W・ブッシュ |
| 40 | メアリー・エレン・ウィズロウ                   | 1994年3月1日   | 2001年1月20日  | ビル・クリントン |
| 41 | ロザリオ・マリン                               | 2001年8月16日  | 2003年6月30日  | ジョージ・W・ブッシュ |
| 42 | アンナ・エスコビード・キャブラル               | 2004年12月13日 | 2009年1月20日  | ジョージ・W・ブッシュ |
| 43 | ローザ・Gumataotao・リオス                     | 2009年8月6日   | 2016年7月8日   | バラク・オバマ |
| 44 | ジョビタ・カランザ                             | 2017年6月19日  | 2020年1月14日  | ドナルド・トランプ |
| 45 | リン・マレルバ                                 | 2022年9月12日  |                | ジョー・バイデン |